# Легошин, Владимир Константинович
Владимир Константинович Легошин (27 июня 1940, Москва — 25 января 2021, там же) — российский архитектор. Заслуженный архитектор Российской Федерации (1993). Член Гильдии экспертов Союза архитекторов России.
Окончил Московский архитектурный институт, ученик Анатолия Фисенко. Специалист, главным образом, по проектированию крупных медицинских учреждений. Основные реализованные проекты:
- Всесоюзный кардиологический научный центр (ныне Российский кардиологический научно-производственный комплекс Министерства здравоохранения Российской Федерации), 1973—1984, государственная премия СССР (1990).
- Научно-исследовательский институт урологии Министерства здравоохранения Российской Федерации.
- Федеральный научно-клинический центр детской гематологии, онкологии и иммунологии (2008—2011, премия «Хрустальный Дедал»[3])[4]

Кроме того, внимание специалистов привлекла реконструкция Городской клинической больницы № 31 в Москве, осуществлённая «благодаря энтузиазму главного врача Георгия Голухова и … Владимира Легошина» и ставшая пилотным проектом в области реконструкции типовых стационарных медицинских учреждений в соответствии с новейшими стандартами.
В последние годы возглавлял мастерскую в Московском архитектурно-художественном проектном институте имени академика Полянского, работал над реализацией архитектурного решения парка «Зарядье».

## Семья
- Отец — Константин Григорьевич Легошин (1911—1943), виолончелист, ученик С. М. Козолупова, погиб на войне[8]. Мать — Агнесса Иосифовна Коган (1913—2014), пианистка и музыкальный педагог, опубликовала также перевод книги Ж. Ренара «Естественные истории». Дядя — кинорежиссёр Владимир Григорьевич Легошин.
- Брат — Виктор Константинович Легошин (1942—2002), скрипач и музыкальный педагог, преподаватель музыкально-педагогического факультета МПГУ, снимался также в роли юного скрипача в кинофильме «Призвание» (1956).
- Первая жена — литературный критик Эдварда Борисовна Кузьмина (род. 1937). Сын — литератор Дмитрий Владимирович Кузьмин (род. 1968).